# Rasmus Søjberg
Pour les articles homonymes, voir Pedersen.
Ne doit pas être confondu avec Rasmus Lund Pedersen.
Rasmus Søjberg Pedersen, né le 9 juillet 2002 à Esbjerg, est un coureur cycliste danois. Il évolue au sein de l'équipe Decathlon AG2R La Mondiale.

## Biographie
Rasmus Søjberg Pedersen commence le cyclisme à l'âge de treize ans au Esbjerg Cykle Ring. 
Lors de la saison 2022, il se distingue en devenant champion du Danemark sur route espoirs,. Il termine également neuvième de la Gylne Gutuer et dixième du Ringerike Grand Prix. 
En 2024, il remporte les championnats du Danemark sur route devant notamment Kasper Asgreen ou Michael Valgren. 

## Palmarès et résultats

### Palmarès par année
- 2021
  - 2e de la Post Cup
- 2022
  -  Champion du Danemark sur route espoirs
  - 2e du championnat du Danemark du contre-la-montre par équipes
- 2023
  -  Champion du Danemark sur route espoirs
- 2024
  -  Champion du Danemark sur route
  - 4e et 5e étapes de l'Olympia's Tour
  - Grand Prix Herning
  - 2e de l'Olympia's Tour
  - 2e de Gand-Wevelgem espoirs
  - 3e du Poreč Trophy
  - 6e du championnat d'Europe sur route espoirs
- 2025
  - 3e du Fyen Rundt

### Classements mondiaux
| Année                                 | 2021 | 2022 | 2023 | 2024 |
| ------------------------------------- | ---- | ---- | ---- | ---- |
| Classement mondial                    | nc   | nc   | 802e | 268e |
| UCI Europe Tour                       | 949e | nc   | nc   | nc   |
|                                       |      |      |      |      |
| Légende : nc = non classéSource : UCI |      |      |      |      |